# 旧广场 (哈瓦那)
旧广场（Plaza Vieja）是古巴哈瓦那旧城的一个广场和分区，区内居民17,426人。
旧广场原名新广场（Plaza Nueva），开辟于1559年，晚于武器广场（Plaza de Armas）和圣方济各广场（Plaza de San Francisco）。广场周围环绕着十七，十八，十九和二十世纪早期的建筑群。在殖民地时代，这是哈瓦那最富有的居民的住宅区，处决，游行，斗牛，和节庆都在此举行，富人们从阳台都可看到。
20世纪80年代初，哈瓦那旧城被列为世界遗产后，广场得到恢复。